# Carlos Reta Martínez
Carlos A. Reta Martínez  (n. 4 de marzo de 1943). Es un político mexicano que ha desempeñado diversos cargos políticos y administrativos. Cursó la preparatoria en la Universidad Michoacana de San Nicolás de Hidalgo. Es licenciado en Ciencias Políticas y Administración Pública por la Universidad Nacional Autónoma de México. Realizó estudios de ingeniería y de maestría y doctorado en administración pública también en la UNAM.
Como diputado federal en la LVI Legislatura (1994-1997), fue integrante de la Gran Comisión y presidió la Comisión Especial de Seguimiento a la Propuesta 187 de California, que buscaba prohibir que los trabajadores migratorios tuvieran acceso a beneficios públicos como la educación y la salud.  Perteneció a las Comisiones del Distrito Federal; de Radio, Televisión y Cinematografía; de Relaciones Exteriores y la Especial de Comunicación Social.  Fue Presidente de la Comisión de Asuntos Políticos del Parlamento Latinoamericano (PARLATINO).
En la administración pública se ha desempeñado como Secretario General de Gobierno y como Secretario General C del Departamento del Distrito Federal; director general de Radio, Televisión y Cinematografía (RTC) de la Secretaría de Gobernación; director general del Instituto Latinoamericano de la Comunicación Educativa (ILCE-UNESCO); director general de Educación Audiovisual, de Televisión Educativa y de Materiales Didácticos y Culturales, todas en la Secretaría de Educación Pública; Director Corporativo de Comunicación del Grupo SIDERMEX y director general de Información del Departamento del Distrito Federal, de la Secretaría de Relaciones Exteriores y, dos veces, de la Secretaría de Educación Pública. 
En 1975 inicio sus actividades docentes como profesor de diversas materias en la Facultad de Ciencias Políticas y Sociales y en la División de Estudios de Posgrado de la Facultad de Contaduría y Administración, ambas de la UNAM, así como en el Instituto Nacional de Administración Pública, A.C.(INAP). Miembro de Número del Colegio Nacional de Ciencias Políticas y Administración Pública y ha sido miembro del Consejo Directivo del INAP. Es miembro del Consejo de Honor de la Academia Mexicana de Ciencias Políticas.
Consultor en políticas públicas, comunicación política e imagen institucional, fue socio de Solana Consultores. Es miembro de consejos editoriales de diversas publicaciones periódicas y ha conducido programas radiofónicos.
Fue Presidente del Consejo Directivo del INAP para los periodos 2014 - 2017 y 2017-2020.
- Datos: Q5751505